# ホワイト・クリスマス (洋菓子)
ホワイト・クリスマス（英語 White Christmas）は、オーストラリアの菓子で、当地では夏となるクリスマスの時期によく家庭で作られる。
「Copha」（商品名: ココナッツオイルに水素添加して製造する植物性油脂のショートニング）かホワイト・チョコレートに、粉砂糖、サルタナ（白ブドウの干しぶどう）、ドレンチェリー（砂糖漬けしたサクランボ）、乾燥ココナッツ、粉ミルク、「Rice Bubbles」（ケロッグ社の「ライスクリスピー」のオーストラリア、ニュージーランドでの商品名: 米のシリアル食品）を加えて作る。
長方形のケーキパッドに入れて調理され、冷蔵庫に入れて冷やし、固まったものを小ぶりに四角く切って盛りつける。
オーストラリアでは、子供でも作り方が簡単に学べる菓子として、広く知られている。